# Théâtre municipal de Brno

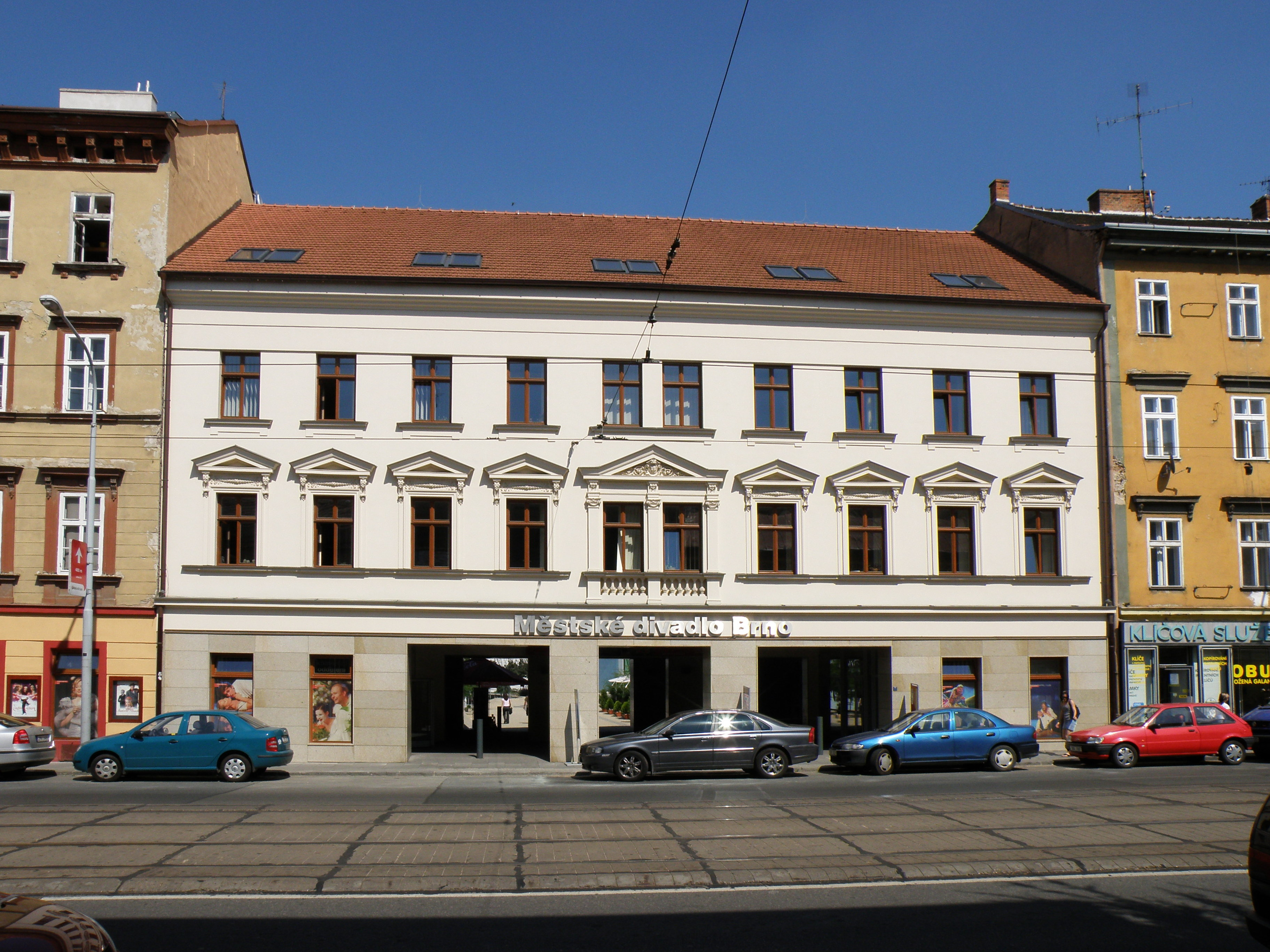

Le Théâtre municipal de Brno (en tchèque Městské divadlo Brno) est le théâtre réputé de Brno en République tchèque. Il se spécialise dans le drame et les comédies musicales.
Il est situé au centre de la ville (rue Lidická), où se trouvent deux salles de théâtre, de 680 et 365 places chacune. Le théâtre a son propre orchestre, notamment pour les comédies musicales.
En face du théâtre se trouve un Walk of Fame avec des empreintes de mains de quelques acteurs du théâtre.
Le théâtre a été fondé en 1945, quand les anciens élèves du Conservatoire de Brno ont fondé le Svobodné divadlo (théâtre libre). Après s'être nommé Divadlo bratří Mrštíků (Théâtre de Frères Mrštíkové) en 1954, il s'appelle Městské divadlo Brno (Théâtre municipal de Brno) depuis le 25 juillet 1996.
Le théâtre donne aussi des spectacles à l'étranger, par exemple aux Pays-Bas, en Belgique, au Danemark, en Allemagne, Autriche, Slovénie, Italie, Slovaquie, Suisse, Portugal et Espagne.